# Europees topschutter van het seizoen 2012/13
De titel Europees topschutter van het seizoen 2012/13, ook wel bekend als de Gouden Schoen, werd gewonnen door de Argentijn Lionel Messi. Voor Messi is dit zijn derde Gouden Schoen, na eerdere winst in de seizoenen 2009/10 en 2011/12. Met deze winst is de Argentijn de enige speler die deze titel drie keer heeft gewonnen.
Sinds het seizoen 1996/97 gaat de titel Europees topschutter van het seizoen niet meer automatisch naar de speler met de meeste doelpunten. De verschillende competities worden ingedeeld volgens de UEFA-coëfficiënten. De vijf sterkste competities (tot 1999/00 de sterkste acht) hebben een vermenigvuldigingsfactor twee. Competities 6 t/m 22 (tot 1999/00 21) factor 1,5 en de rest heeft factor 1. Daardoor kan het gebeuren dat een speler uit een zwakkere competitie meer doelpunten heeft gescoord dan de winnaar van de Gouden Schoen.

## Eindstand Gouden Schoen seizoen 2012/13[1]
| Plaats | Speler              | Goals | Waarde | Punten | Club                 |
| ------ | ------------------- | ----- | ------ | ------ | -------------------- |
| 1      | Lionel Messi        | 46    | x2     | 92.0   | FC Barcelona         |
| 2      | Cristiano Ronaldo   | 34    | x2     | 68.0   | Real Madrid CF       |
| 3      | Edinson Cavani      | 29    | x2     | 58.0   | SSC Napoli           |
| 4      | Radamel Falcao      | 28    | x2     | 56.0   | Atlético Madrid      |
| 5      | Robin van Persie    | 26    | x2     | 52.0   | Manchester United FC |
| 6      | Jackson Martínez    | 26    | x2     | 52.0   | FC Porto             |
| 7      | Álvaro Negredo      | 25    | x2     | 50.0   | Sevilla FC           |
| 8      | Stefan Kießling     | 25    | x2     | 50.0   | Bayer 04 Leverkusen  |
| 9      | Robert Lewandowski  | 24    | x2     | 48.0   | Borussia Dortmund    |
| 10     | Philipp Hosiner     | 32    | x1,5   | 48.0   | FK Austria Wien      |
| 11     | Roberto Soldado     | 24    | x2     | 48.0   | Valencia CF          |
| 12     | Wilfried Bony       | 31    | x1,5   | 46.5   | Vitesse              |
| 13     | Antonio Di Natale   | 23    | x2     | 46.0   | Udinese              |
| 14     | Luis Suárez         | 23    | x2     | 46.0   | Liverpool FC         |
| 15     | Zlatan Ibrahimović  | 30    | x1.5   | 45.0   | Paris Saint-Germain  |
| 16     | Gareth Bale         | 21    | x2     | 42.0   | Tottenham Hotspur FC |
| 17     | Lima                | 20    | x2     | 40.0   | SL Benfica           |
| 18     | Michael Higdon      | 26    | x1.5   | 39.0   | Motherwell FC        |
| 19     | Graziano Pellè      | 26    | x1,5   | 39.0   | Feyenoord            |
| 20     | Jonathan Soriano    | 26    | x1,5   | 39.0   | Red Bull Salzburg    |
| 21     | Christian Benteke   | 19    | x2     | 38.0   | Aston Villa FC       |
| 22     | Carlos Bacca        | 25    | x1,5   | 37.5   | Club Brugge          |
| 23     | Henrikh Mkhitarian  | 25    | x1,5   | 37.5   | FK Sjachtar Donetsk  |
| 24     | Rubén Castro        | 18    | x2     | 36.0   | Real Betis           |
| 25     | Michu               | 18    | x2     | 36.0   | Swansea City AFC     |
| 26     | Burak Yılmaz        | 24    | x1.5   | 36.0   | Galatasaray SK       |
| 27     | Alfreð Finnbogason  | 24    | x1,5   | 36.0   | sc Heerenveen        |
| 28     | Piti Medina         | 18    | x2     | 36.0   | Rayo Vallecano       |
| 29     | Artūras Rimkevičius | 35    | x1     | 35.0   | FK Šiauliai          |
| 30     | Jozy Altidore       | 23    | x1,5   | 34.5   | AZ                   |

Vetgedrukt: Nederlandse en Belgische clubs en spelers.
1968/69 ·
1969/70 ·
1970/71 ·
1971/72 ·
1972/73 ·
1973/74 ·
1974/75 ·
1975/76 ·
1976/77 ·
1977/78 ·
1978/79 ·
1979/80 ·
1980/81 ·
1981/82 ·
1982/83 ·
1983/84 ·
1984/85 ·
1985/86 ·
1986/87 ·
1987/88 ·
1988/89 ·
1989/90 ·
1990/91 ·
1991/92 ·
1992/93 ·
1993/94 ·
1994/95 ·
1995/96 ·
1996/97 ·
1997/98 ·
1998/99 ·
1999/00 ·
2000/01 ·
2001/02 ·
2002/03 ·
2003/04 ·
2004/05 ·
2005/06 ·
2006/07 ·
2007/08 ·
2008/09 ·
2009/10 ·
2010/11 ·
2011/12 ·
2012/13 ·
2013/14 ·
2014/15 ·
2015/16 ·
2016/17 ·
2017/18 ·
2018/19